# Flughafen Zahedan

i8
i11
i13
Der Flughafen Zahedan (persisch فرودگاه بین‌المللی زاهدان, englisch Zahedan International Airport, (IATA-Code: ZAH, ICAO-Code: OIZH)) ist ein internationaler Verkehrsflughafen in Zahedan im Iran.

## Lage und Anfahrt
Der Flughafen liegt am östlichen Stadtrand von Zahedan.
Der Kopfbahnhof von Zahedan liegt etwa zwei Kilometer westlich des Flughafens.

## Fluggesellschaften und Ziele
Der Flughafen wird von einigen Fluggesellschaften angeflogen:
- Aria Air nach Saravan
- Iran Air nach Tschabahar, Kerman, Dschidda, Teheran
- Iran Airtour nach Tschabahar, Maschhad, Teheran

## Unfälle
Am 10. Mai 2014 befand sich eine Fokker 100 der Iran Aseman Airlines (Flug 853 vom Flughafen Maschhad) mit 103 Passagieren im Landeanflug. Als das linke Hauptfahrwerk nicht ausgefahren werden konnte, wurde eine Notlandung durchgeführt. Das Flugzeug drehte sich nach links und kam 1450 Meter hinter dem Ende der Landebahn zur Ruhe.